# Duvier Riascos
Duvier Orlando Riascos Barahona, född den 26 juni 1986 i Buenaventura i Colombia, är en colombiansk fotbollsspelare som spelar för Club Always Ready.

## Karriär
Duvier Riascos blev skyttekung i Copa Venezuela 2008. Under 2010 var han utlånad till den kinesiska klubben Shanghai Shenhua där han vann skytteligan med 20 mål på 28 spelade matcher i Chinese Super League säsongen 2010. Han blev samma år utsedd till Årets Fotbollsspelare av Kinesiska Fotbollsförbundet.